# Allophyes juncta
Allophyes juncta är en fjärilsart som beskrevs av Barend J. Lempke 1941. Allophyes juncta ingår i släktet Allophyes och familjen nattflyn. Inga underarter finns listade i Catalogue of Life.